# Cantiere navale

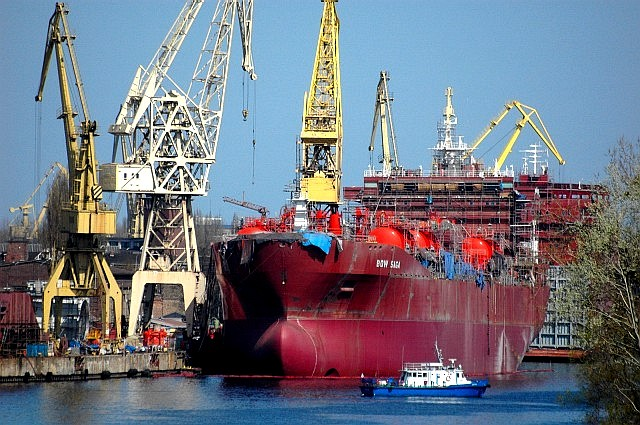
Un cantiere per grandi navi (Stettino, Polonia)...

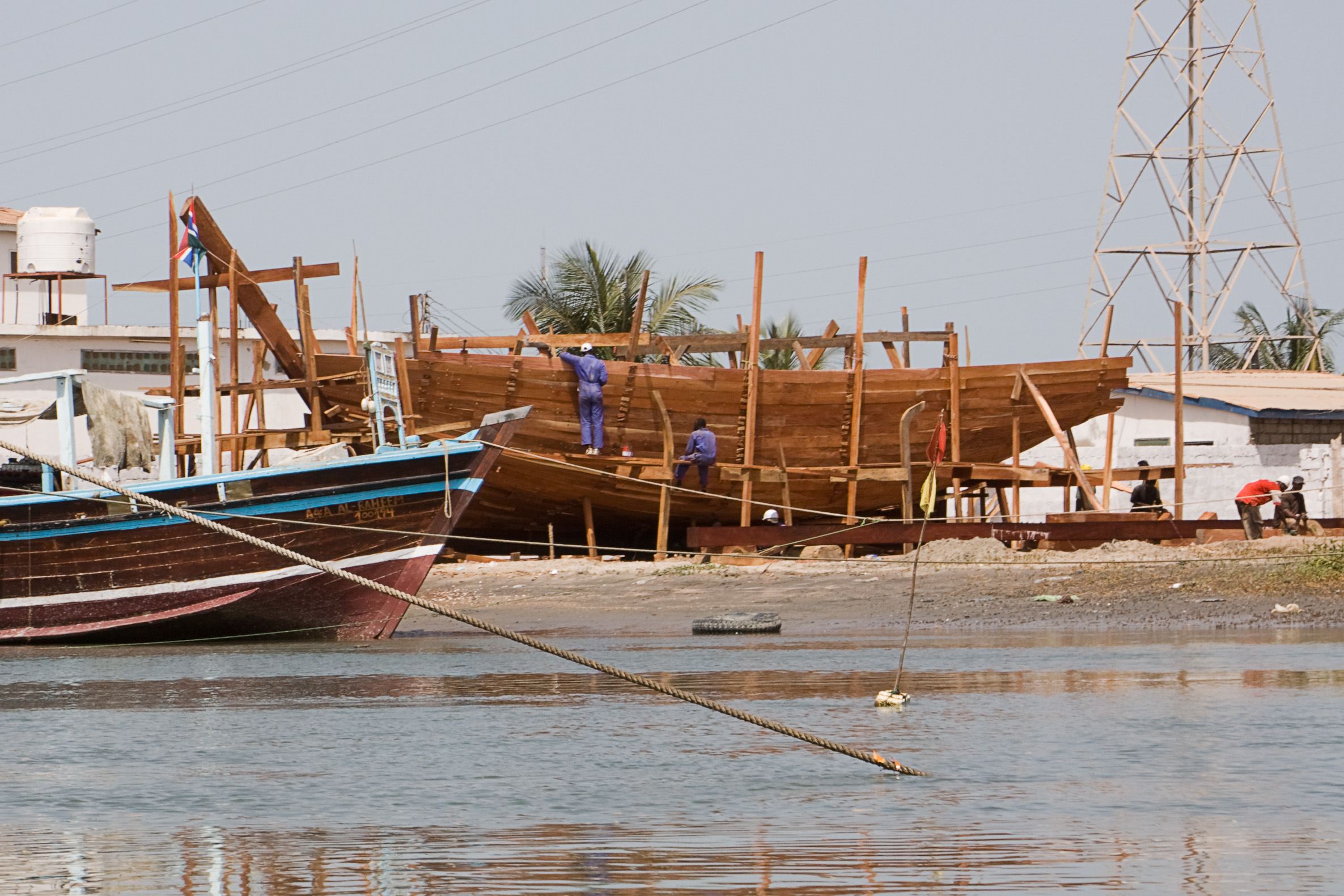
...ed uno per piccole imbarcazioni (Gambia).

Il cantiere navale è un tipo di cantiere, precisamente uno stabilimento dove si costruiscono, si riparano o si demoliscono navi.
Quello dove si riparano si chiama anche arsenale, ed è dotato in genere anche di bacino di carenaggio; quello dove si producono e riparano piccole imbarcazioni è detto anche squero, dal nome del piano inclinato ove si tirano in secca le imbarcazioni.
La struttura impiantistica, la dimensione e la configurazione degli stabilimenti varia a seconda della tipologia dell'attività che vi viene svolta e della grandezza delle imbarcazioni che vengono trattate.

## Il cantiere navale per la costruzione di grandi navi in acciaio
Uno stabilimento che produce grandi navi, quali bulk-carrier, navi cisterna, ro-ro, navi da crociera, eccetera, ha un'organizzazione che comprende:
- la linea di produzione dello scafo metallico, composta da:
  - il parco lamiere ed il parco profili, ove vengono stoccati i materiali che andranno a costituire le strutture della nave
  - l'officina navale, dove le lamiere ed i profili vengono trattati, tagliati a misura e forma ed eventualmente curvati
  - il reparto di saldatura, ove le lamiere ed i profili vengono saldati assieme per formare i pannelli
  - la prefabbricazione, ove i pannelli vengono assiemati andando a comporre i blocchi di scafo
  - il montaggio sullo scalo o sul bacino, dove i blocchi vengono saldati assieme formando lo scafo della nave.
- le officine di allestimento, che hanno lo scopo di approntare tutti gli impianti che fanno diventare operativa la nave:
  - meccanica, in particolare per l'apparato motore e di governo
  - elettricista, per tutto l'impianto elettrico
  - impianti marinareschi
  - l'allestimento e l'arredamento degli alloggi e delle parti comuni

Il cantiere dispone di carroponte nell'officina navale e di gru di vario tipo e portata per il montaggio dello scafo e dei componenti di allestimento; di ampi piazzali e di magazzini per lo stoccaggio dei manufatti e delle merci; di scali o di bacini ove vengono assemblate le navi, e di moli di allestimento ove le navi vengono completate dopo il varo.
I cantieri navali di costruzione sono stabilimenti che si estendono su ampie aree e devono essere situati sulla riva del mare o di altri specchi d'acqua, per permettere l'uscita delle imbarcazioni costruite.

## Località
Le località (in ordine alfabetico) in cui operano i principali cantieri navali italiani di costruzione o di riparazione sono:
Adria (Cantiere Navale Vittoria), Ancona (Cantiere navale di Ancona), Brindisi, Castellammare di Stabia (Cantiere navale di Castellammare di Stabia), Fano, Genova Sestri Ponente (Cantiere navale di Sestri Ponente), Genova (Cantieri Navali del Tirreno Riuniti, Cantieri navali di Voltri), La Spezia (Cantiere navale del Muggiano), Livorno (Cantiere navale fratelli Orlando), Marina di Carrara, Mazara del Vallo, Messina, Monfalcone (Cantiere navale di Monfalcone), Napoli, Palermo, Ravenna, Riva Trigoso (Cantiere navale di Riva Trigoso), San Benedetto del Tronto, Sarzana, Sestri levante, Taranto (Cantieri navali Tosi di Taranto), Trapani, Trieste (Cantiere navale di Trieste, Cantieri Riuniti dell'Adriatico), Porto Marghera, Viareggio.
Inoltre il Cantiere Navale Visentini opera a Porto Viro, nel delta del Po.

## Galleria d'immagini

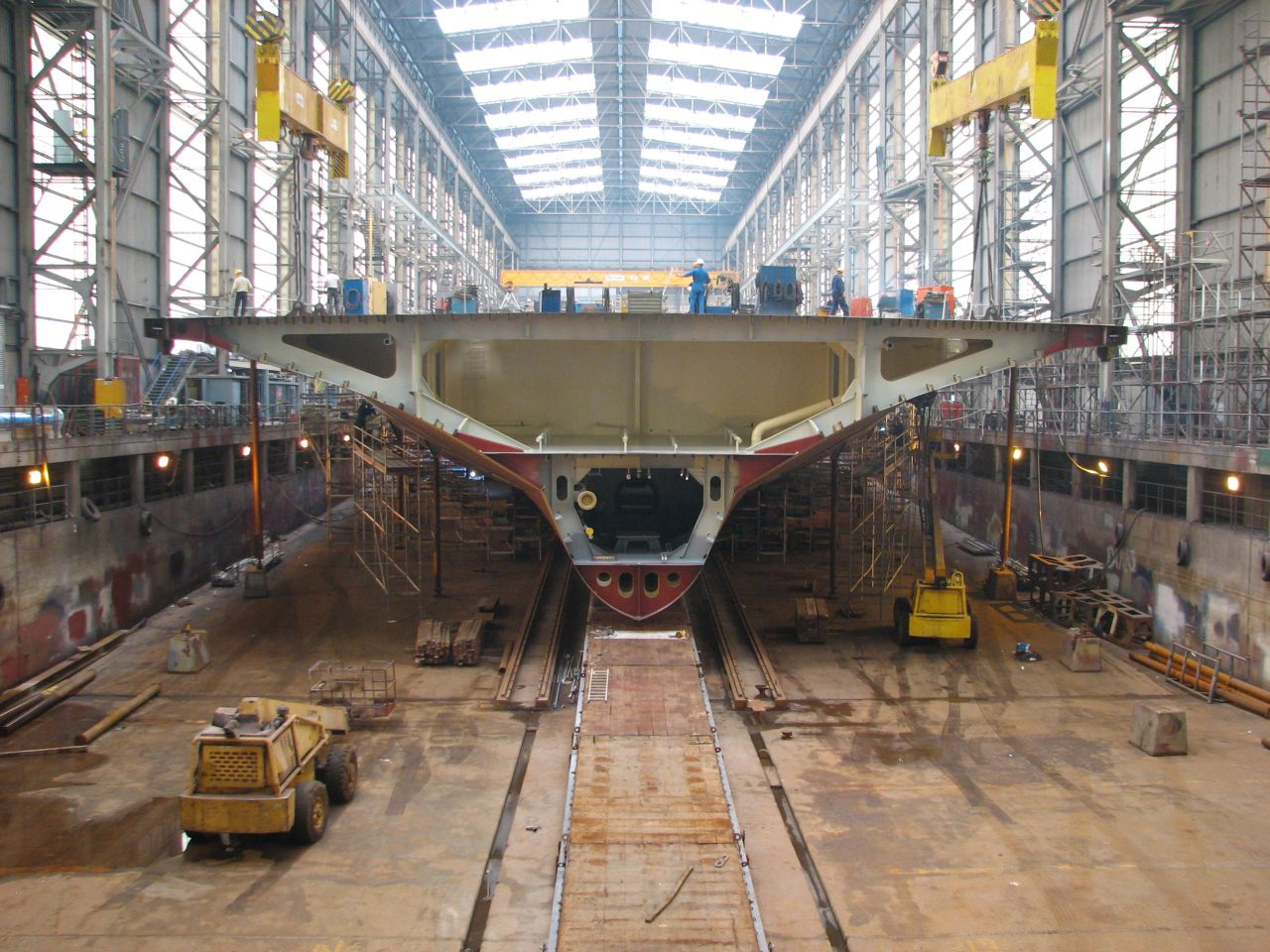
La prefabbricazione in officina dei blocchi di scafo.
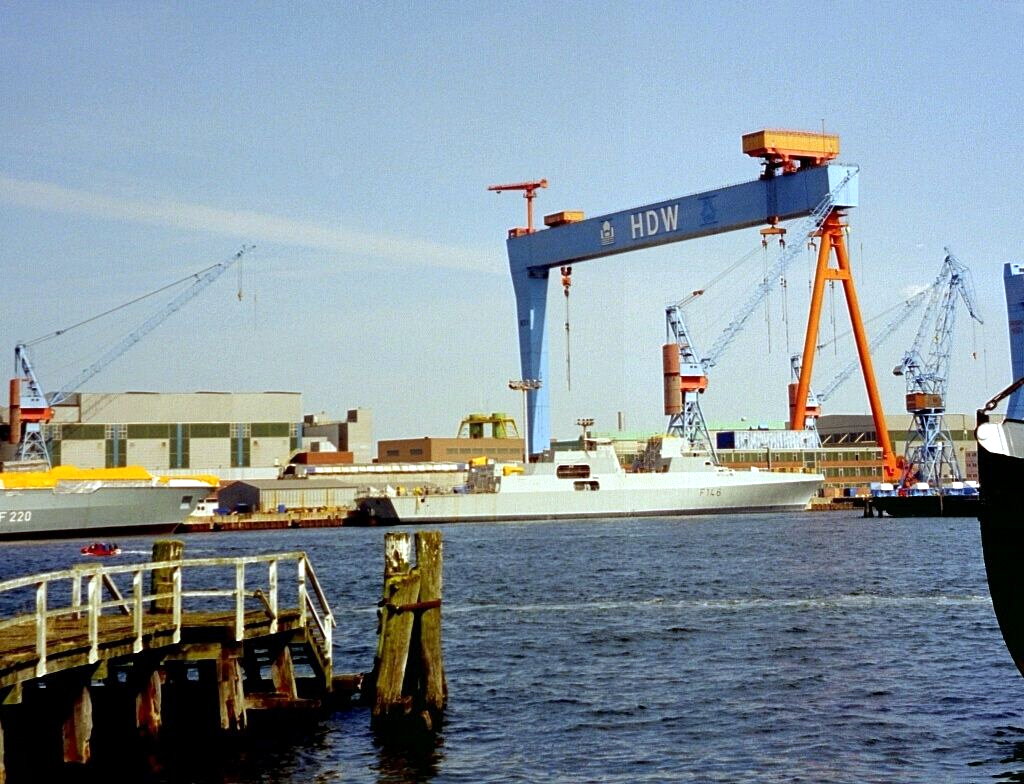
Una gru a cavalletto, tipica attrezzatura dei grossi cantieri navali.
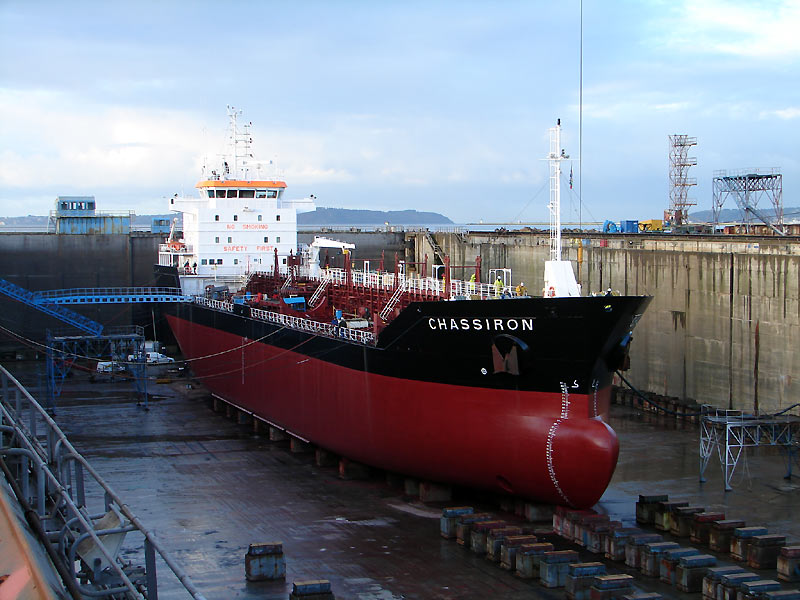
Una nave in bacino di carenaggio.
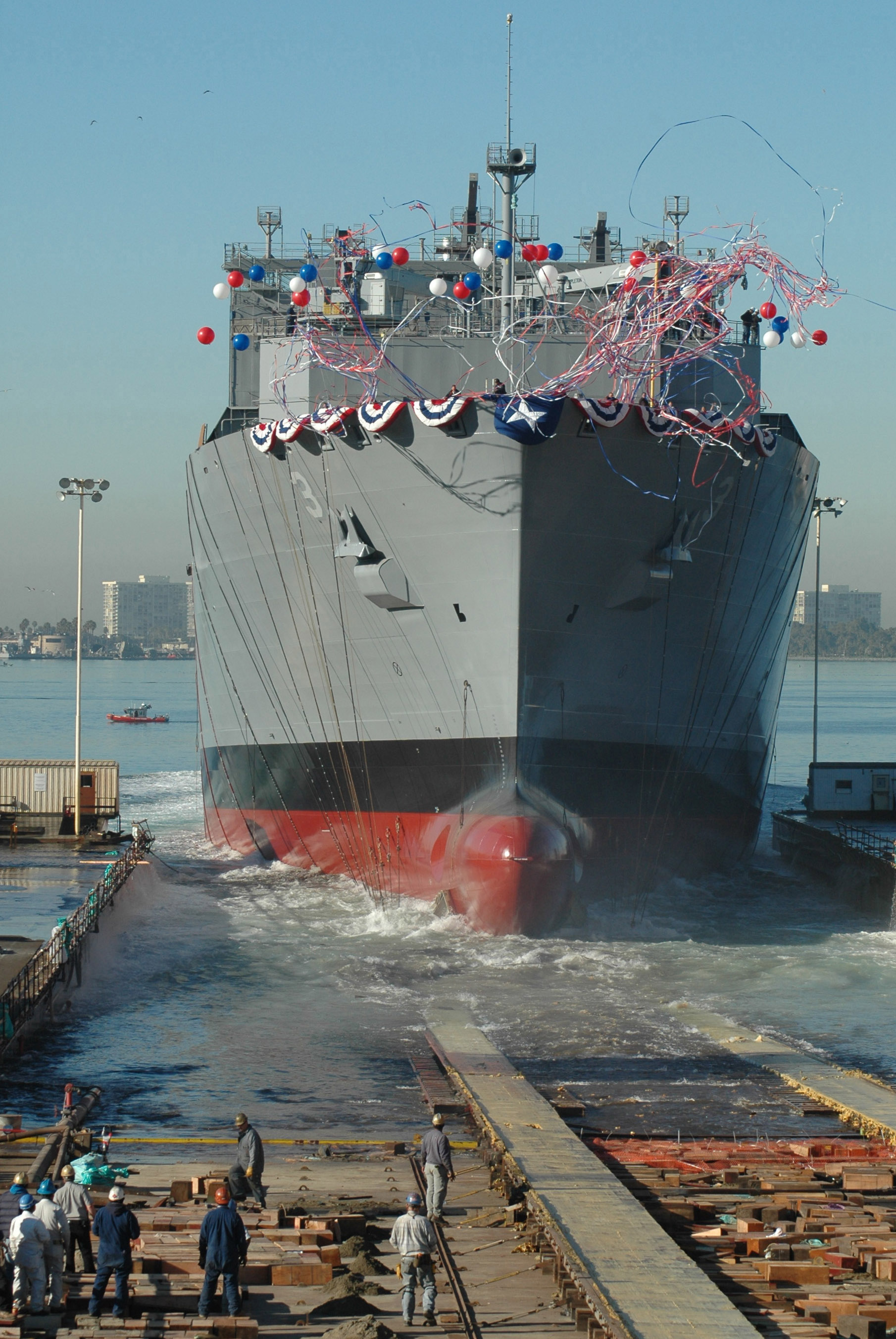
Il varo di una nave.